# Arlezjanka
Arlezjanka (w oryg. fr. L’Arlésienne) – to zbiorczy tytuł 2 obrazów – portretów Marie Ginoux, namalowanych przez Vincenta van Gogha w listopadzie 1888, podczas jego pobytu w miejscowości Arles:
- Arlezjanka: Pani Ginoux w rękawiczkach i z parasolką (hol. L’Arlésienne, portret van Madame Ginoux, ang. L’Arlesienne: Madame Ginoux with Gloves and Umbrella) Nr kat.: F 489, JH 1625[1].
- Arlezjanka: Pani Ginoux z książkami (hol. L’Arlésienne, portret van Madame Ginoux, ang. L’Arlesienne: Madame Ginoux with Books) Nr kat.: F 488, JH 1624[2].

## Historia i opis
Marie i Joseph Ginoux byli właścicielami kawiarni Café de la Gare w Arles, nad którą Vincent van Gogh przez pewien okres (od maja do września 1888) wynajmował pokój, kiedy mieszkał w Arles. Szybko zaprzyjaźnił się z gospodarzami, a Marie Ginoux (1848–1911), młoda kobieta o skłonnościach depresyjnych, była tą osobą spośród jego przyjaciół z Arles, którą najbardziej lubił.
Na początku listopada Marie Ginoux, ubrana w regionalny strój, pozowała van Goghowi i Gauguinowi. Van Gogh był podekscytowany, że mógł wreszcie namalować Arlezjankę. Sporządził w pośpiechu pierwszą wersję portretu używając płótna z grubej juty, które Gauguin przywiózł ze sobą do Arles. Poprawił on następnie obraz ozdabiając powierzchnię stołu dwoma akcesoriami dobranymi odpowiednio do arlezjanki: parasolką i rękawiczkami. Szczegóły te zostały prawdopodobnie dodane w grudniu 1888 lub styczniu 1889. Van Gogh sporządził następnie drugi, bardziej frapujący portret przyjaciółki, przedstawiając ją tym razem z książkami. Żeby podkreślić charakter modelki użył bardziej nasyconych kolorów. Po ukończeniu pracy podarował Marie Ginoux jej portret.
O malowanym portrecie Marie Ginoux poinformował na początku listopada 1888 brata Theo:
Tak więc mam wreszcie Arlezjankę, postać (na płótnie rozmiaru 30) ukończoną w ciągu godziny, tło – bladocytrynowe, twarz – szara, ubiór czarny, czarny, czarny, jak niewymieszany błękit pruski. Opiera się ona o zielony stół siedząc na drewnianym krześle w kolorze pomarańczowym.